# Josef Šupich
Josef Šupich (1. dubna 1842 Dvůr Králové nad Labem – 22. listopadu 1923 Německý Brod) byl český architekt, stavitel, podnikatel a vážený měšťan Německého Brodu. Za svou architektonickou kariéru vypracoval celou řadu novorenesančních a novogotických staveb na území Čech, především pak v Německém Brodě.

## Život

### Mládí
Narodil se ve Dvoře Králové ve východních Čechách. Začátkem 60. let studoval architekturu na pražské polytechnice u profesora Josefa Zítka, který jej později zaměstnal ve svém stavebním podnikatelství, kde Šupich získával první praktické zkušenosti, podílel se například na stavebních pracích na Národním divadle. Od roku 1868 působil jako samostatný stavitel a odešel pracovat do Německého Brodu, kde se zapojil do stavby tělesa Rakouské severozápadní dráhy, včetně městského nádraží. Natrvalo se zde usadil a založil rodinu.

### Kariéra
První významnější provedenou zakázkou byla výstavba Žižkovy mohyly na místě údajného skonu Jana Žižky u nedaleké Přibyslavi podle návrhu architekta Antonína Wiehla roku 1874. Ve stejném roce se Šupich stal členem Svazu architektů a inženýrů. Vlastenecky podnícená zakázka mohyly získala Šupichovi dobrou profesní pověst a jeho stavební podnikatelství pak realizovalo výstavbu celé řady veřejných i soukromých zakázek v okolí. Roku 1880 se Josef Šupich stal členem městské rady Německého Brodu, tuto funkci pak zastával přes 20 let. Roku 1881 postavil v Německém Brodě dvoupodlažní novorenesanční sídelní vilu vyzdobenou sgrafity, kde od té doby se svou rodinou žil. Aby pro svou činnost zajistil dostatek stavebního materiálu, zprovoznil roku 1876 vlastní parní pilu, roku 1883 cihelnu v Okrouhlických Dvořácích a roku 1888 kruhovou ruční cihelnu.
Od roku 1910 převzal řízení rodinné firmy Josef Šupich syn Prokop Šupich, též vzděláním architekt a stavitel.

### Úmrtí
Josef Šupich zemřel 22. listopadu 1923 v Německém Brodě ve věku 81 let a byl zde pohřben v rodinné hrobce vybudované roku 1880 na Svatovojtěšském hřbitově.

### Rodinný život
Josef Šupich se roku 1870 oženil s Marií, rozenou Slavíkovou, dcerou brodského měšťana, sládka a posledního pivovarnického cechmistra Vácslava Slavíka. Starší syn Prokop vedl rodinnou firmu až do své smrti v roce 1947, nedlouho poté byla po převzetí moci v Československu komunistickou stranou znárodněna. Působil též v letech 1922 až 1926 jako starosta Německého Brodu. Mladší syn Josef vystudoval právo a působil v Praze. V letech 1912 až 1916 zde nechal podle návrhu architekta Emila Králíčka na Václavském náměstí postavit tzv. Šupichovy domy, spíše známé jako Palác Rokoko.
Roku 2014 byla na počest Josefa Šupicha pojmenována nově vzniklá ulice v Havlíčkově Brodě, Šupichova.

## Dílo
- Budova Národního divadla, Ostrovní, Praha (spolupráce, 1868)
- Žižkova mohyla, Přibyslav (1874, podle návrhu Antonína Wiehla)
- Šupichova vila, Navrátilova, Havlíčkův Brod (1881)
- Městská nemocnice, Německý Brod
- Rekonstrukce věže kostela Nanebevzetí Panny Marie, Polná (1893)
- Obnovení kostela svatého Václava ve Ždírci (1893–1894)
- Vila Ignatze Stefanka, Německý Brod (1894–1895)
- Obecní škola, Lípa (1895)
- Budova gymnázia v Německém Brodě (1906–1907 podle návrhu Ludvíka Láblera)

## Galerie

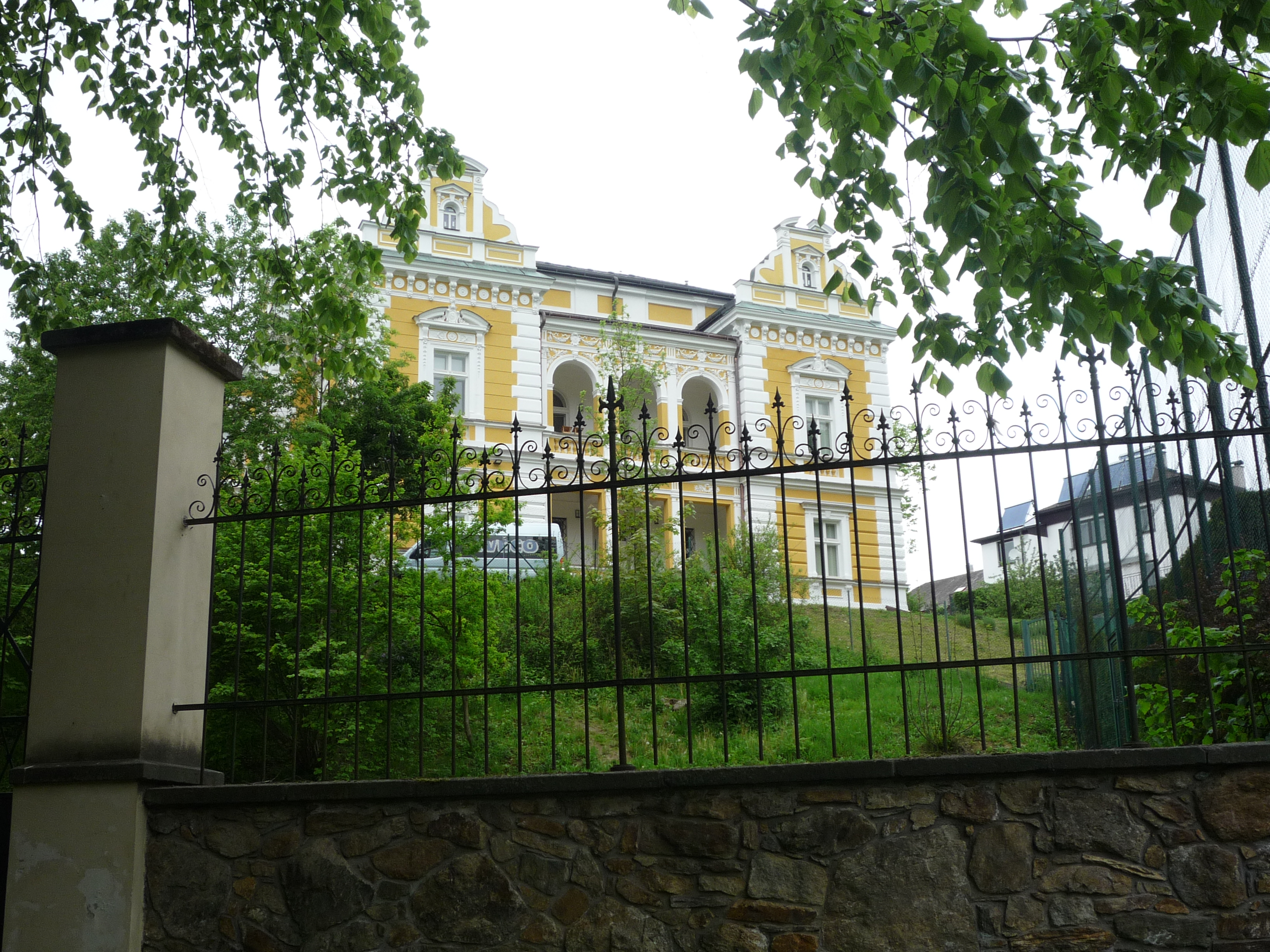
Vila Ignatze Stefanka, Havlíčkův Brod
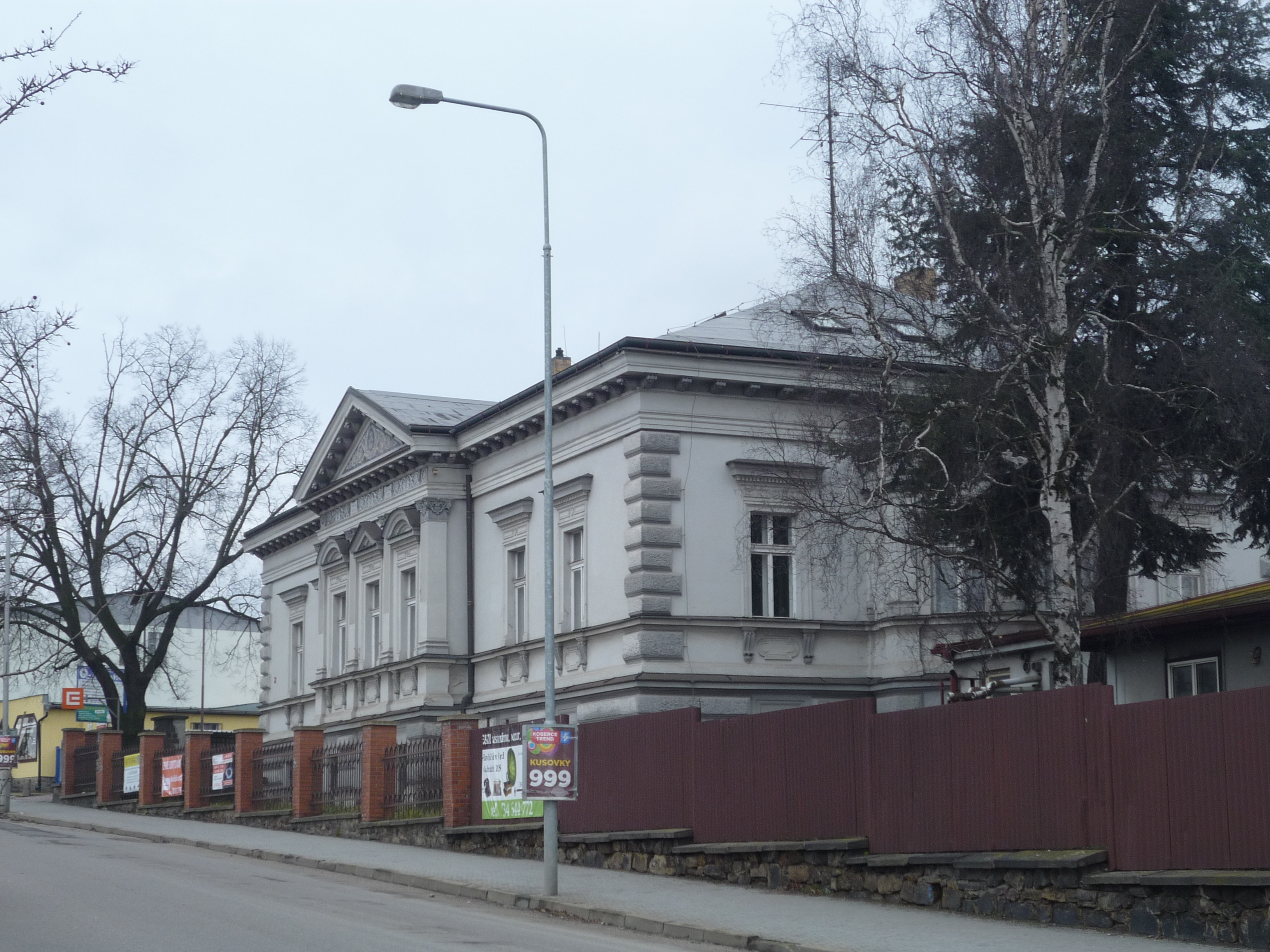
Šupichova vila, Havlíčkův Brod
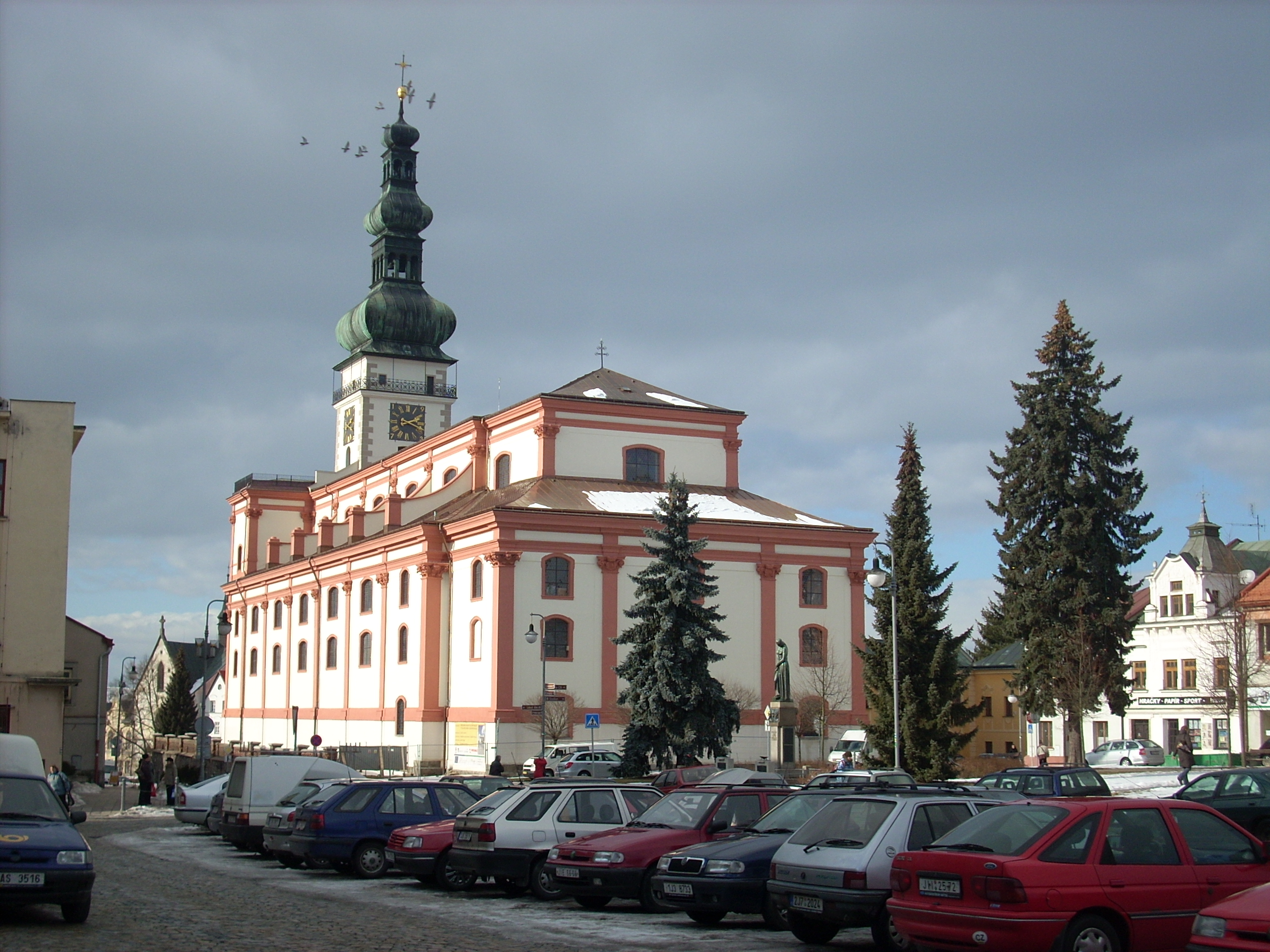
Kostel Nanebevzetí Panny Marie, Polná (rekonstrukce)
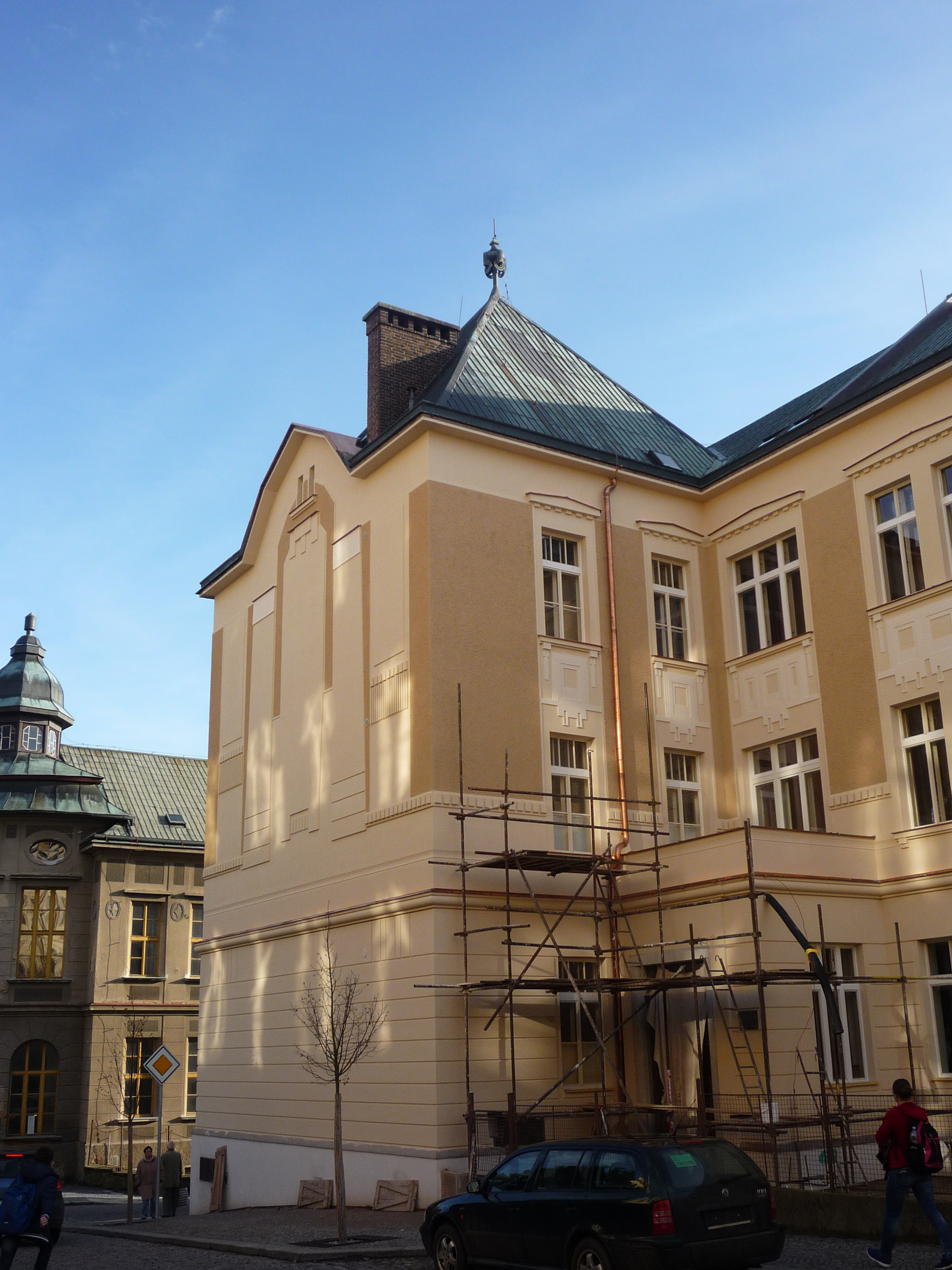
Budova gymnázia, Havlíčkův Brod